# Proton Exora
Proton Exora — компактвэн фирмы Proton. Первые прототипы появились 23 января 2009 года. Серийное производство стартовало 15 апреля 2009 года.

## История семейства

### Первое поколение (2009—2010)

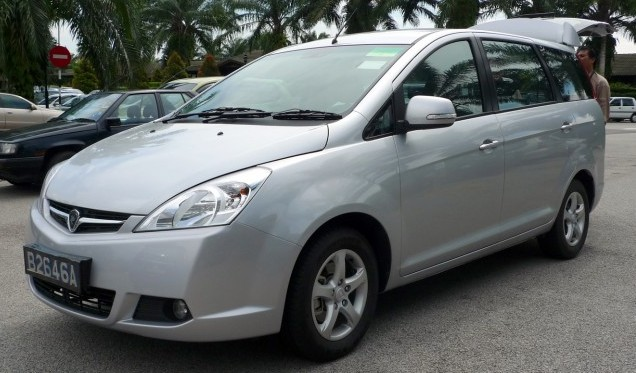
Proton Exora H-Line

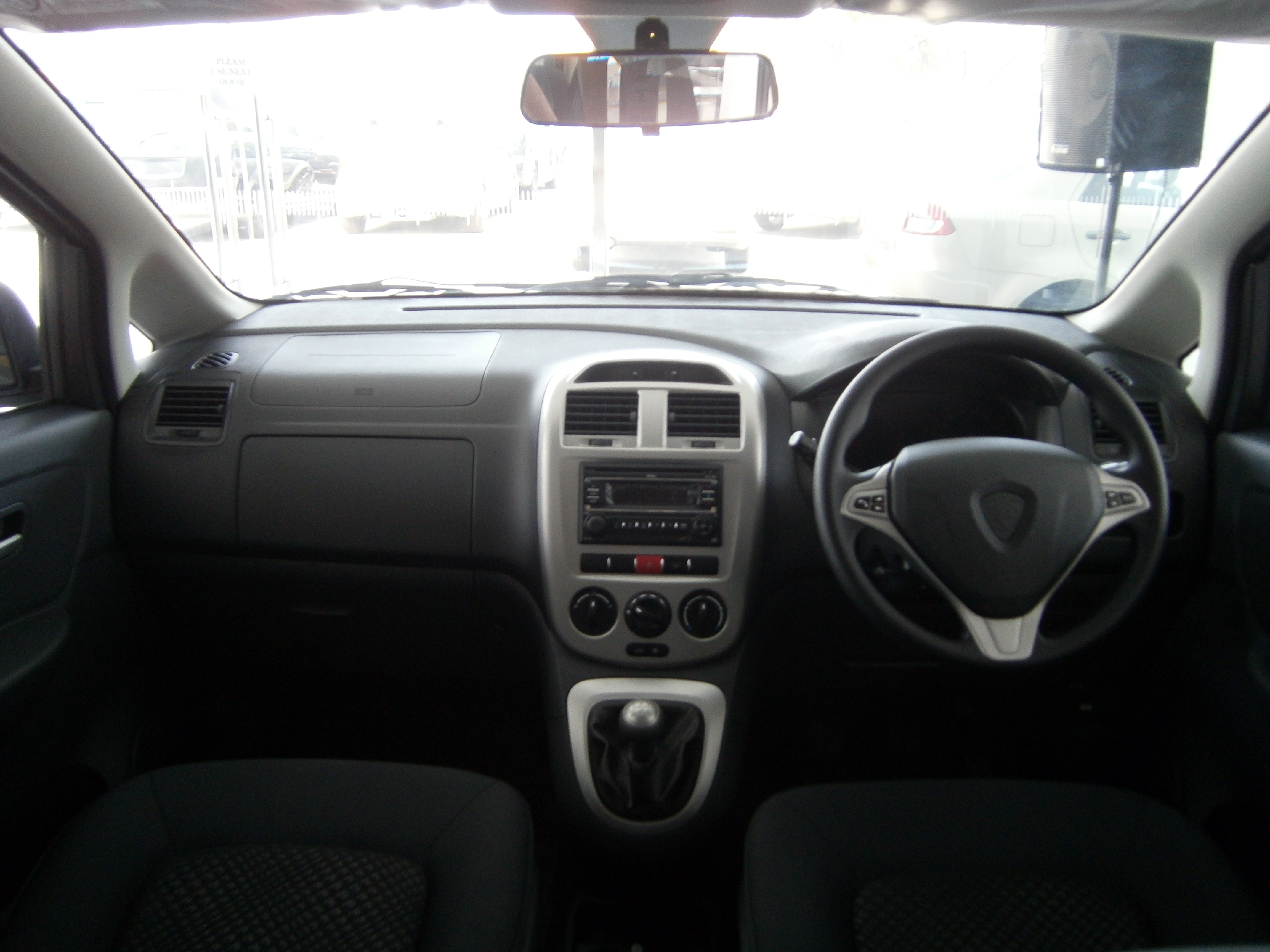
Салон

15 апреля 2009 года в Малайзии стартовало производство минивэна Proton Exora. Модификации — M-Line и H-Line. За всю историю производства на автомобили ставили двигатель внутреннего сгорания CamPro CPS и 4-ступенчатую автоматическую трансмиссию. Для удобства и безопасности автомобиль оборудован двумя подушками безопасности, антиблокировочной системой и системой распределения тормозных усилий. Модель M-Line имеет магнитолу с возможностью проигрывания CD, MP3, WMA и Bluetooth, в то время как модель H-Line оборудована также сенсорным экраном с возможностью проигрывания DVD, USB, Secure Digital и MultiMedia Card. Модель Proton Exora H-Line также имеет противотуманные фары.
22 июня 2009 года автомобиль Proton Exora проходил испытания. 7 июля 2009 года стартовало производство модели Exora M-Line MT с пятиступенчатой, механической трансмиссией. 19 ноября 2009 года стартовало производство модели Exora B-Line. В 2010 году M-Line и H-Line были вытеснены с конвейера моделями Exora BOLD Executive.

### Второе поколение (2010—2011)
Производство автомобилей Proton Exora второго поколения стартовало 15 июля 2010 года под названием Exora MC и завершилось в 2011 году.

### Третье поколение (2011—2014)

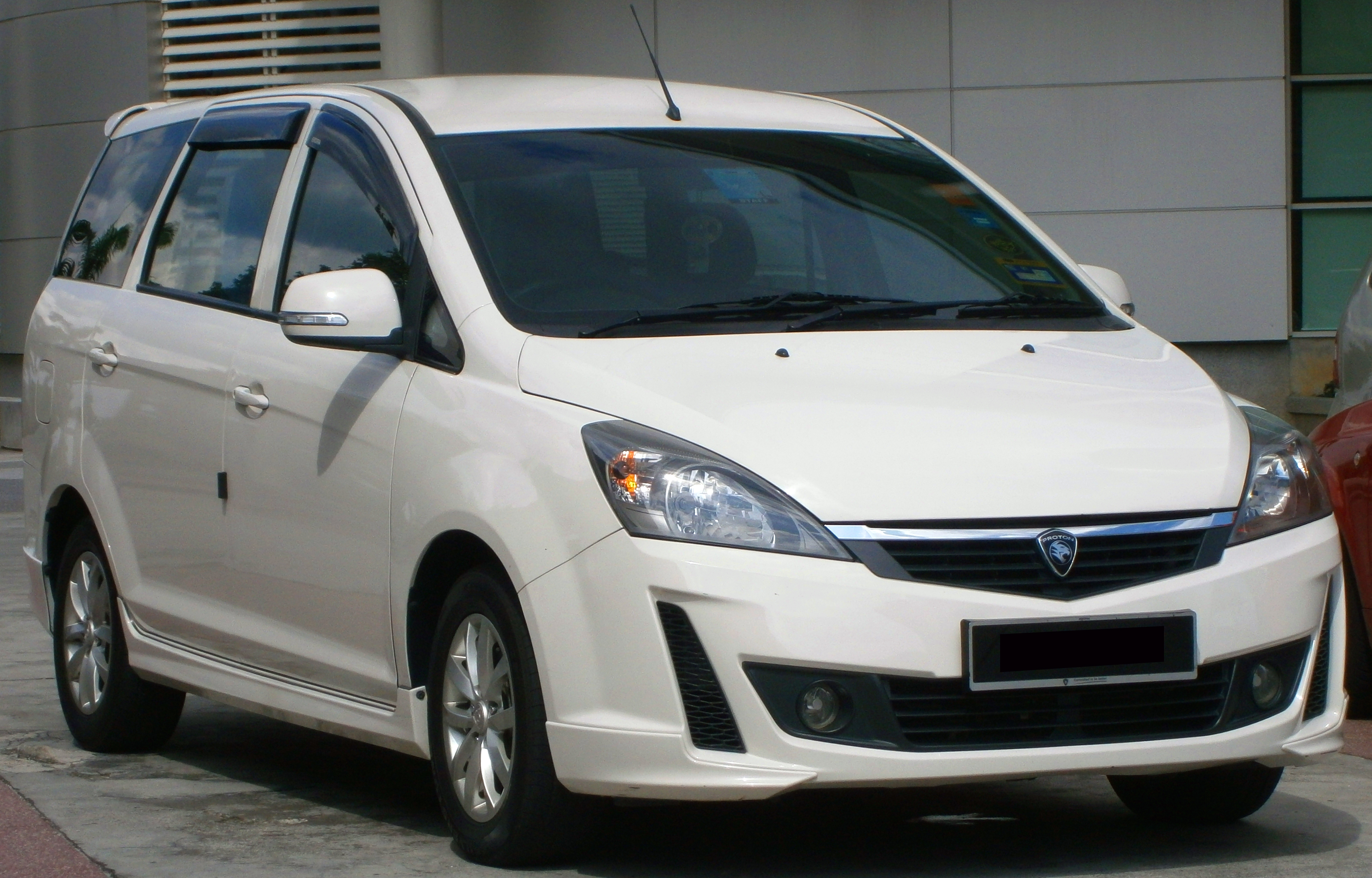
Proton Exora Bold Executive CPS (вид спереди)

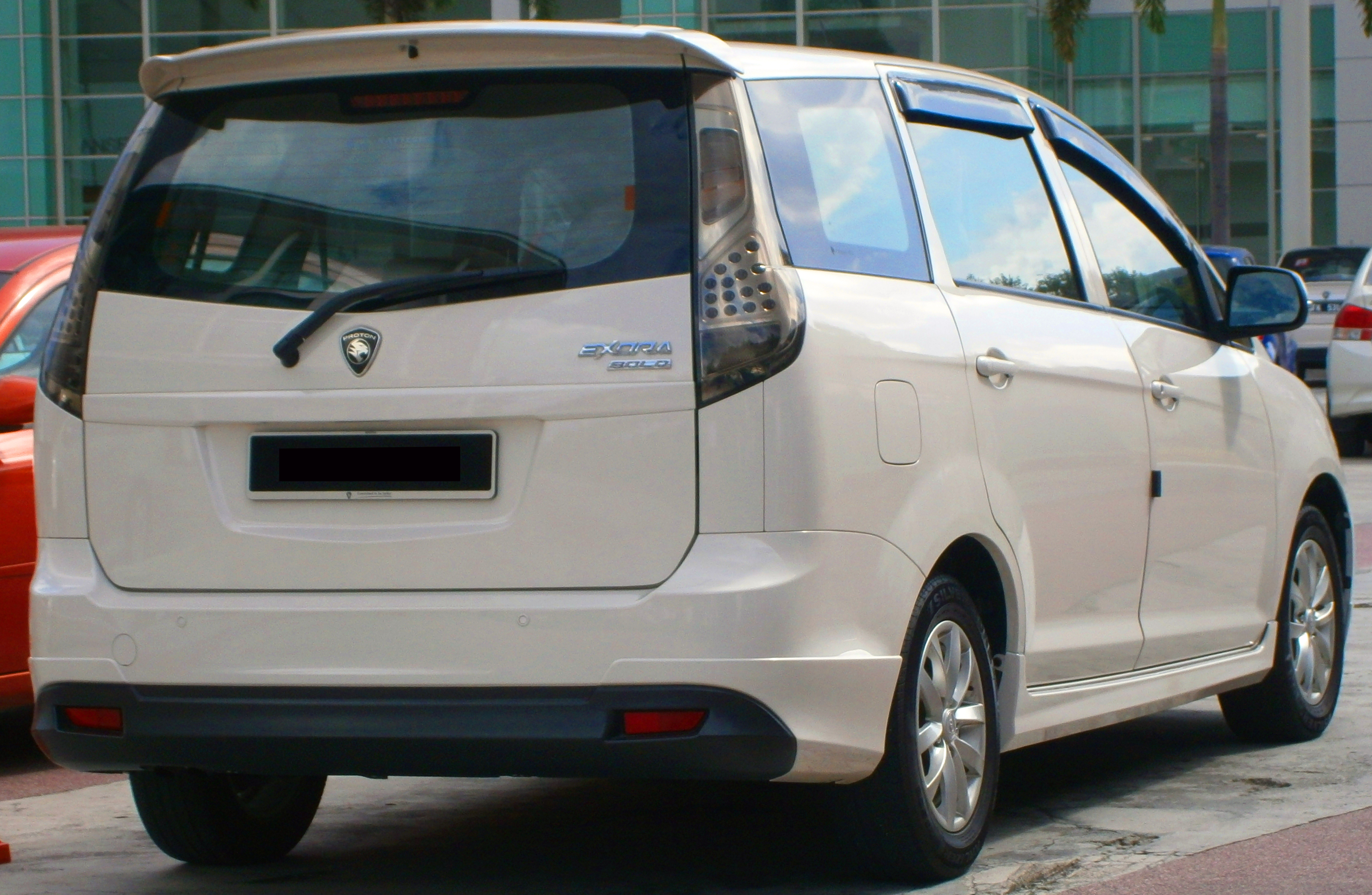
Proton Exora Bold Executive CPS (вид сзади)

Производство автомобилей Proton Exora третьего поколения стартовало 15 декабря 2011 года. После фейслифтинга автомобили получили индексы Proton Exora Bold (Executive MT/AT, Premium CVT) и Proton Exora Prime. Двигатель — CamPro CFE. 11 января 2013 года стартовало производство модели Proton Exora Bold 1.6. Производство завершилось в 2014 году.

### Четвёртое поколение (2014—2017)
Автомобили Proton Exora четвёртого поколения производились с декабря 2014 по 2017 год под индексом MC2. Модификации — MT/AT, Executive, Premium и Super Premium.

### Пятое поколение (2017—2019)
Производство автомобилей Proton Exora пятого поколения стартовало летом 2017 года под индексом Enhanced. Модификации — Executive и Executive Plus. Производство завершилось в 2019 году.

### Шестое поколение (2019 — настоящее время)
Современная версия Proton Exora производится с 28 мая 2019 года под индексом RC. Модификации — Executive и Premium.

## Галерея

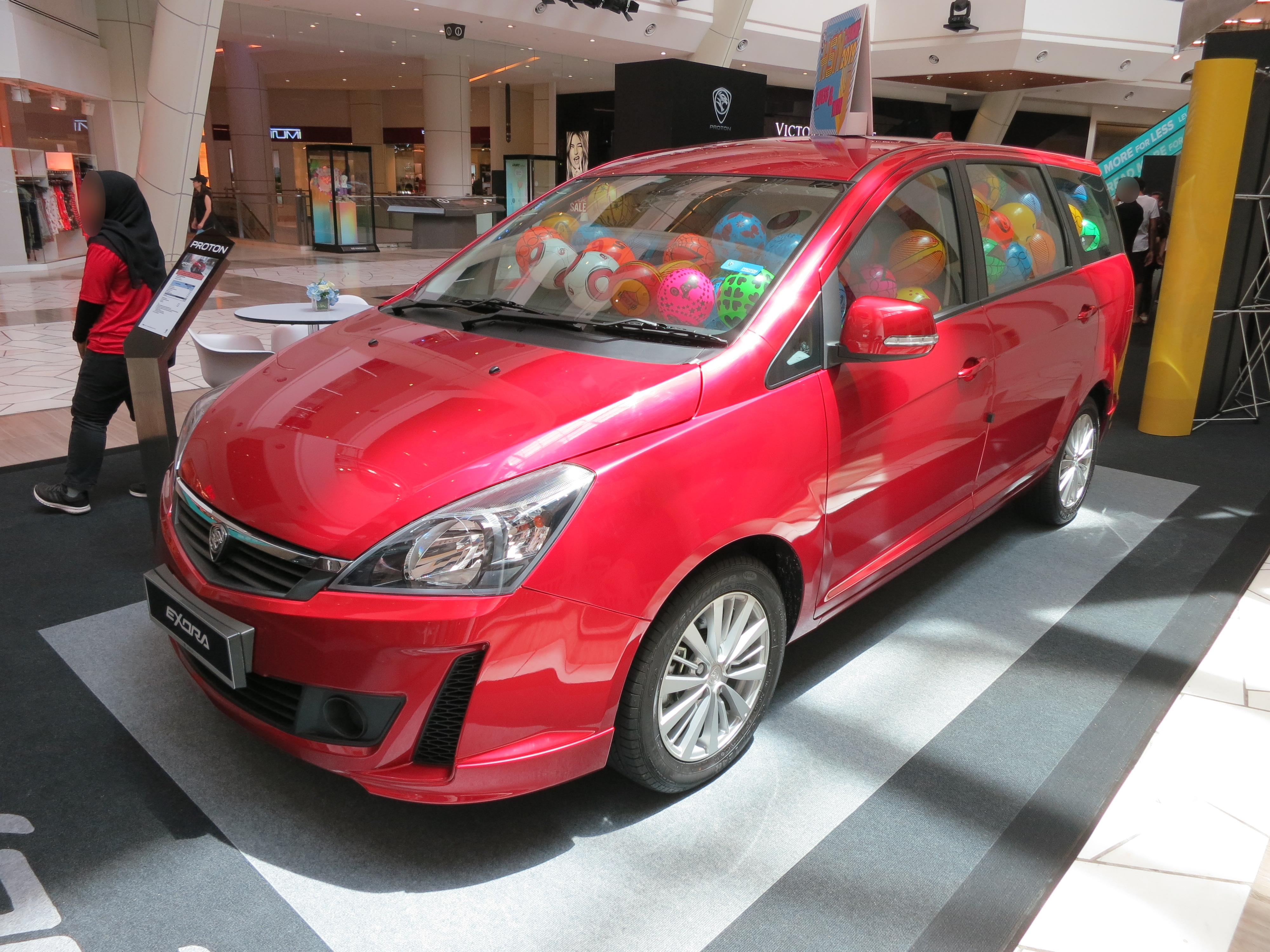
Proton Exora Executive CVT (вид спереди)
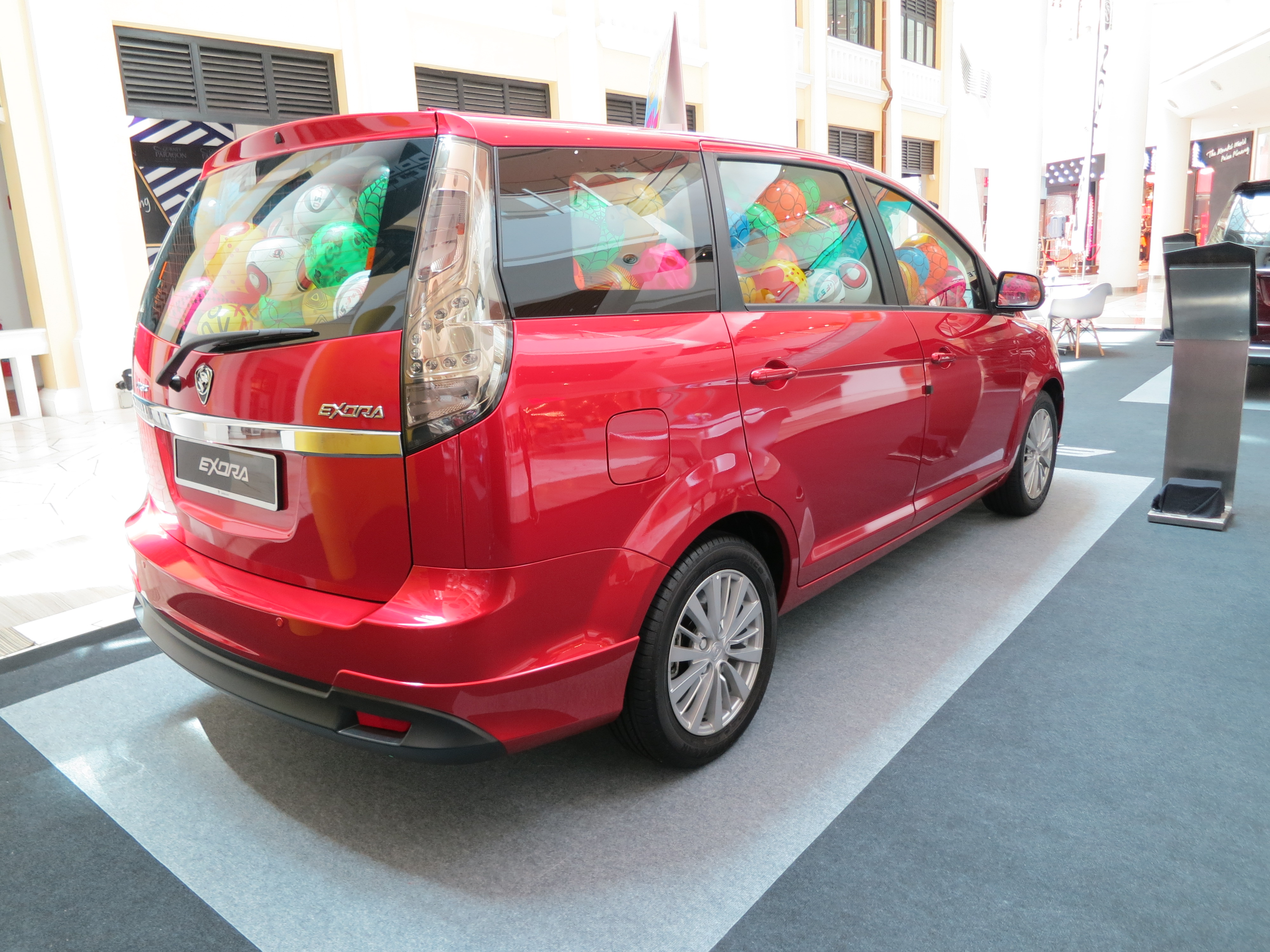
Proton Exora Executive CVT (вид сзади)
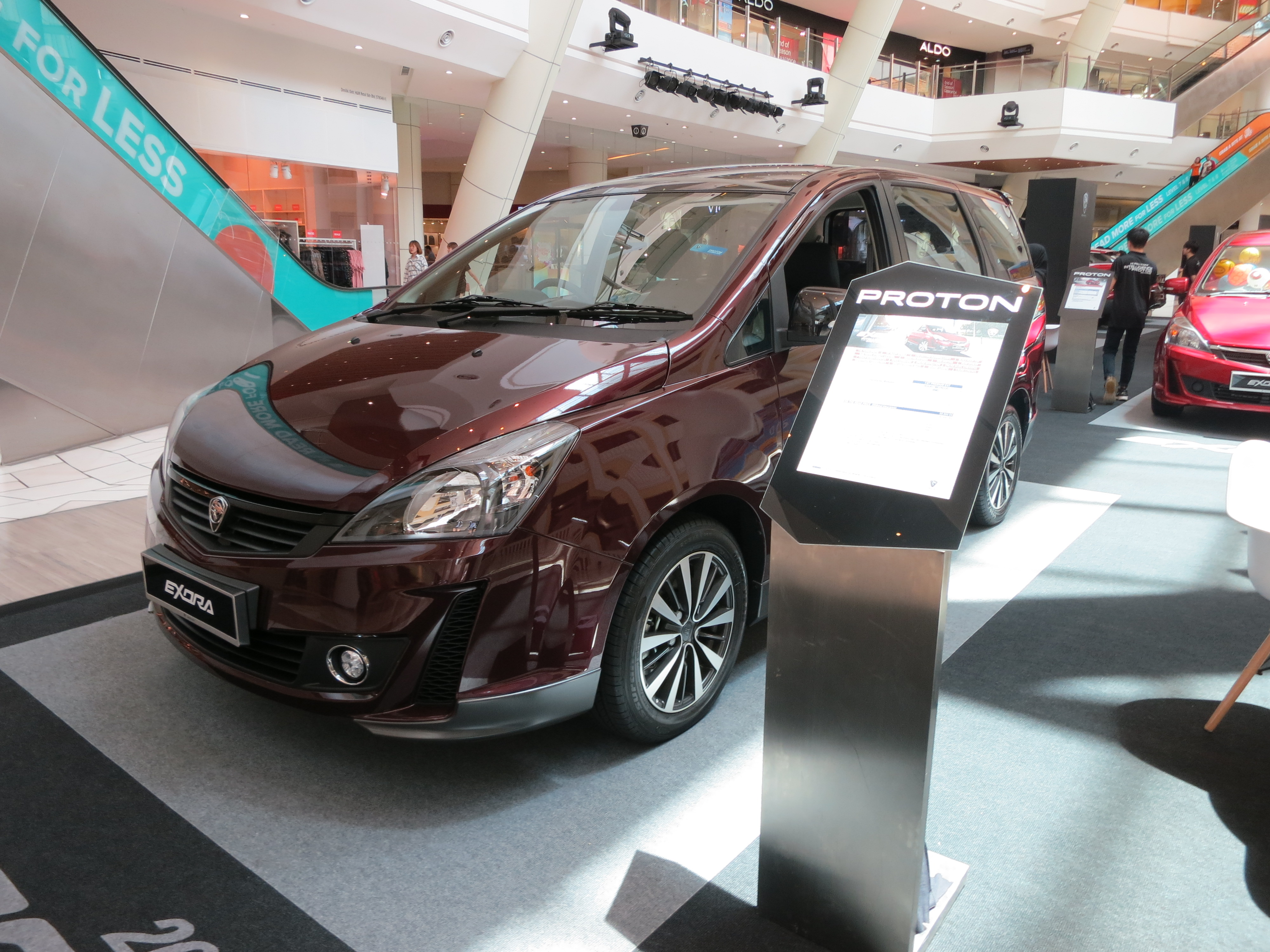
Proton Exora Premium CVT (вид спереди)
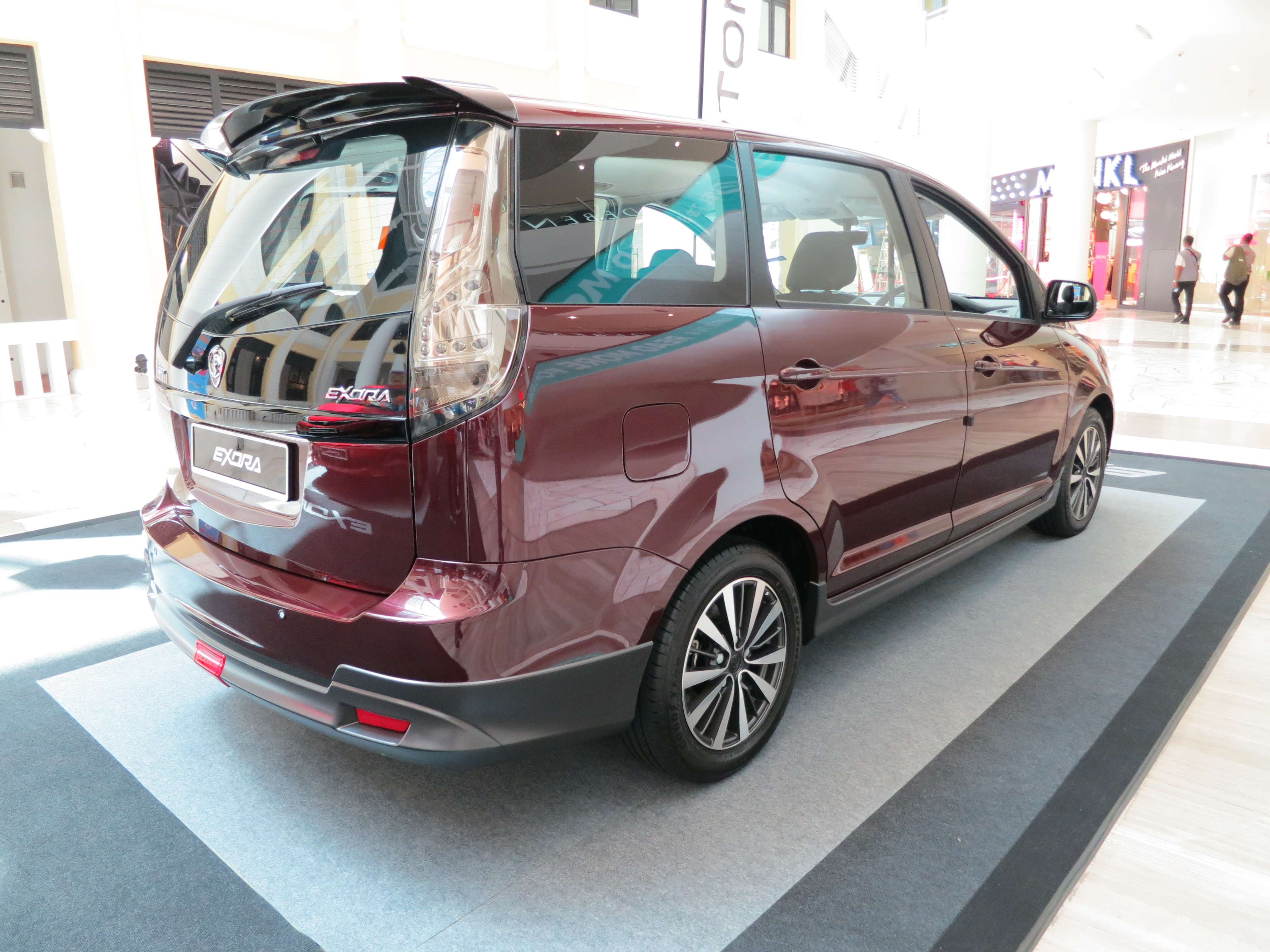
Proton Exora Premium CVT (вид сзади)
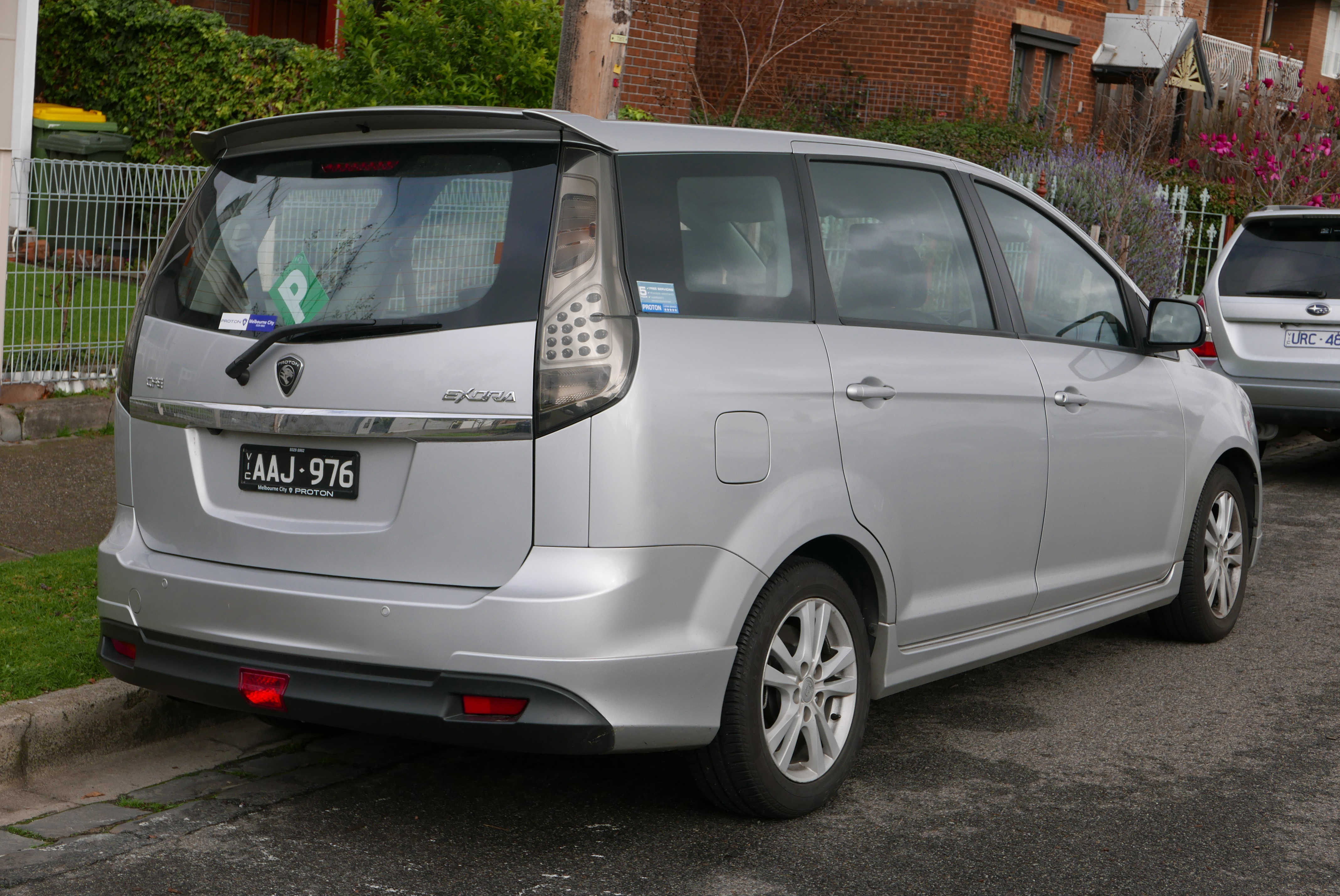
Proton Exora (FZ) GXR (Австралия)
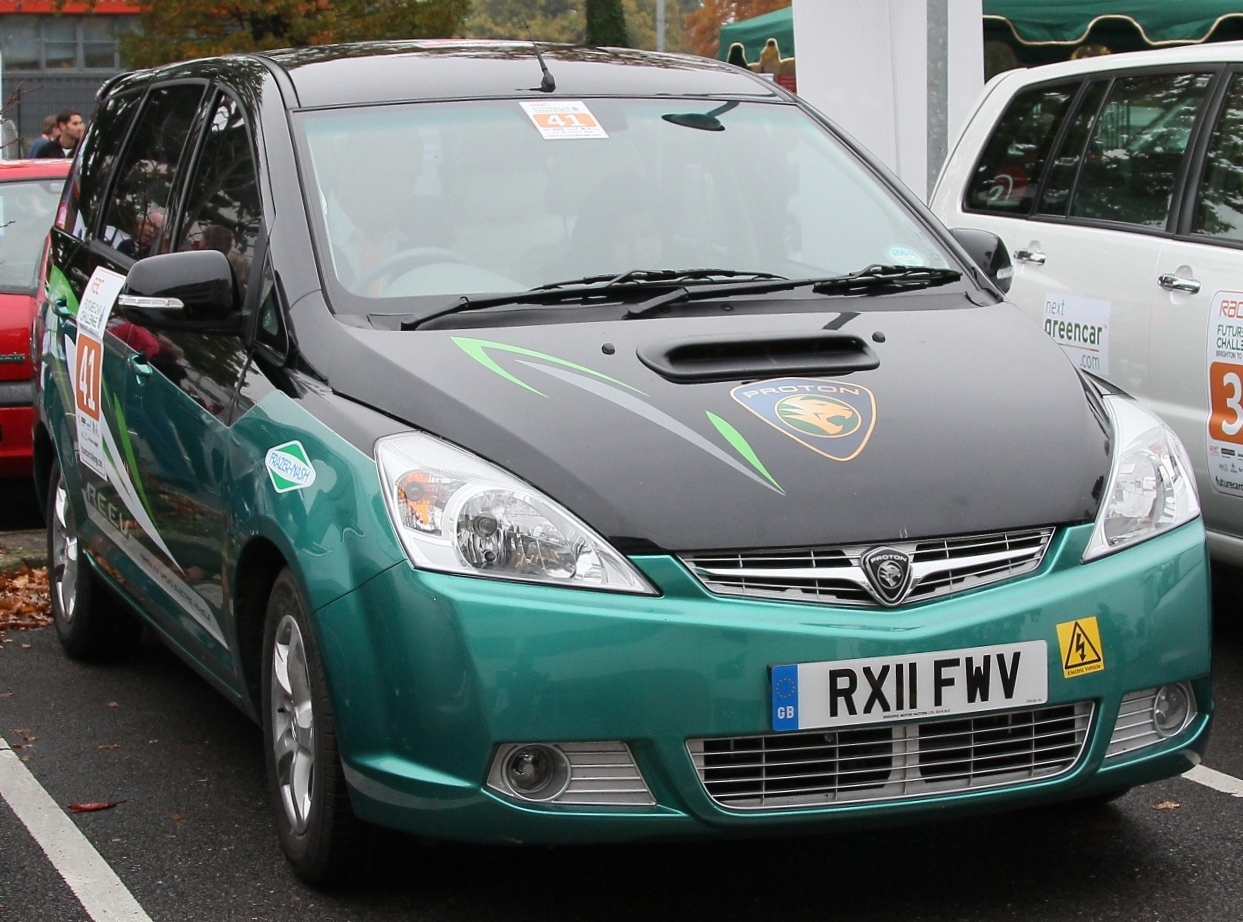
Proton Exora REEV
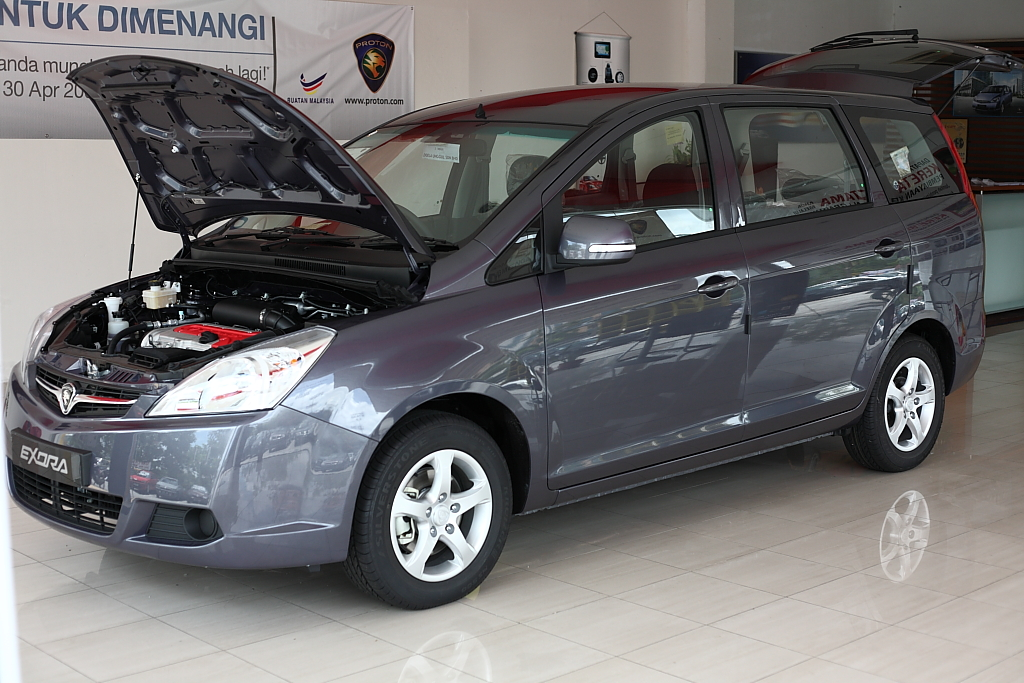
Proton Exora первого поколения
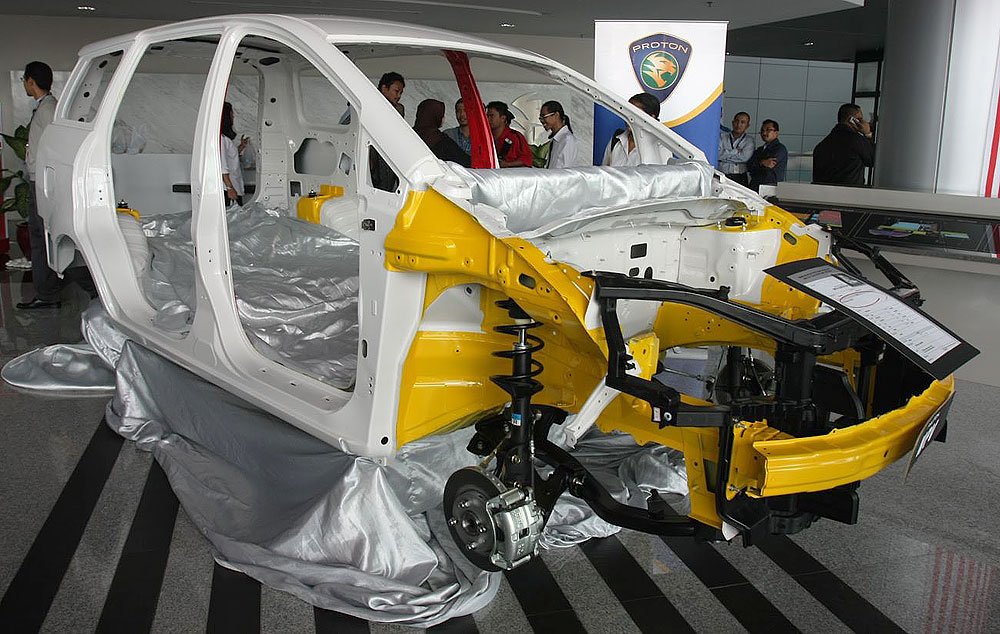
Сборка автомобиля